# كرود
الكُرُود هي ليرٌ منحنية، وهي نوع من الآلات الوترية المرتبطة بشكل خاص بالموسيقى الوِلزية ، وهي الآن قديمة ولكنها كانت تُعزف على نطاق واسع في أورُبّة. نجت أربعة أمثلة تاريخية ممنها ويمكن العثور عليها في متحف سانت فَغْنَر الوطني للتاريخ (كَرْدِف) ؛ مكتبة ولز الوطنية ( أبيريستويث ) ؛ متحف وارينجتون ومعرض الفنون ؛ ومتحف الفنون الجميلة في بوسطن (الولايات المتحدة).

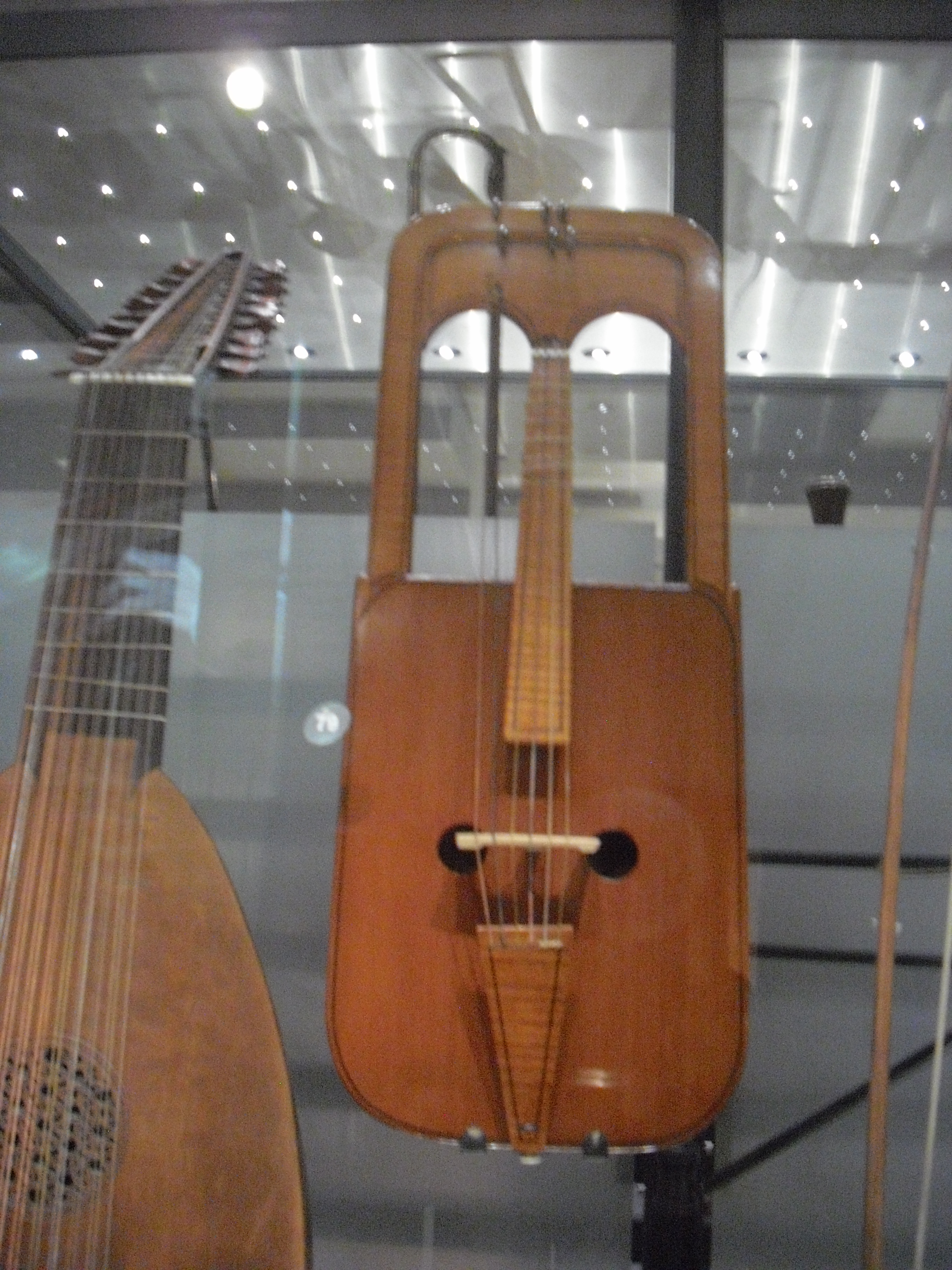